# Semons
Semons és un municipi francès situat al departament de la Isèra i a la regió d'Alvèrnia-Roine-Alps. L'any 2007 tenia 360 habitants.

## Demografia

### Població
El 2007 la població de fet de Semons era de 360 persones. Hi havia 132 famílies de les quals 24 eren unipersonals (12 homes vivint sols i 12 dones vivint soles), 40 parelles sense fills, 60 parelles amb fills i 8 famílies monoparentals amb fills.
La població ha evolucionat segons el següent gràfic:
Habitants censats

### Habitatges
El 2007 hi havia 161 habitatges, 132 eren l'habitatge principal de la família, 24 eren segones residències i 5 estaven desocupats. 156 eren cases i 5 eren apartaments. Dels 132 habitatges principals, 117 estaven ocupats pels seus propietaris, 10 estaven llogats i ocupats pels llogaters i 5 estaven cedits a títol gratuït; 3 tenien dues cambres, 12 en tenien tres, 32 en tenien quatre i 85 en tenien cinc o més. 106 habitatges disposaven pel capbaix d'una plaça de pàrquing. A 41 habitatges hi havia un automòbil i a 82 n'hi havia dos o més.

### Piràmide de població
La piràmide de població per edats i sexe el 2009 era:
| Homes | Edats   | Dones |
| ----- | ------- | ----- |
| 0     | 95 o +  | 0     |
| 0     | 90 a 94 | 0     |
| 0     | 85 a 89 | 0     |
| 0     | 80 a 84 | 0     |
| 4     | 75 a 79 | 4     |
| 8     | 70 a 74 | 16    |
| 4     | 65 a 69 | 0     |
| 12    | 60 a 64 | 8     |
| 4     | 55 a 59 | 16    |
| 4     | 50 a 54 | 4     |
| 12    | 45 a 49 | 0     |
| 24    | 40 a 44 | 28    |
| 12    | 35 a 39 | 12    |
| 4     | 30 a 34 | 4     |
| 12    | 25 a 29 | 4     |
| 4     | 20 a 24 | 0     |
| 16    | 15 a 19 | 28    |
| 12    | 10 a 14 | 12    |
| 4     | 5 a 9   | 8     |
| 8     | 0 a 4   | 8     |

## Economia
El 2007 la població en edat de treballar era de 219 persones, 169 eren actives i 50 eren inactives. De les 169 persones actives 156 estaven ocupades (82 homes i 74 dones) i 13 estaven aturades (3 homes i 10 dones). De les 50 persones inactives 23 estaven jubilades, 14 estaven estudiant i 13 estaven classificades com a «altres inactius».

### Ingressos
El 2009 a Semons hi havia 126 unitats fiscals que integraven 356,5 persones, la mediana anual d'ingressos fiscals per persona era de 18.660 €.

### Activitats econòmiques
Dels 13 establiments que hi havia el 2007, 2 eren d'empreses de fabricació d'altres productes industrials, 3 d'empreses de construcció, 3 d'empreses de comerç i reparació d'automòbils, 1 d'una empresa d'hostatgeria i restauració, 2 d'empreses de serveis i 2 d'entitats de l'administració pública.
Dels 4 establiments de servei als particulars que hi havia el 2009, 2 eren fusteries, 1 lampisteria i 1 restaurant.
L'any 2000 a Semons hi havia 15 explotacions agrícoles que ocupaven un total de 228 hectàrees.

## Poblacions més properes
El següent diagrama mostra les poblacions més properes.